# Ismaël Emelien
Ismaël Emelien, né le 9 mars 1987 à Échirolles, est un conseiller politique français.
En 2006, il participe à la campagne de Dominique Strauss-Kahn pour la primaire présidentielle socialiste. Il travaille ensuite pour la fondation Jean-Jaurès et occupe le poste de directeur des études d'Euro RSCG (aujourd'hui Havas Worldwide).
Conseiller en communication d'Emmanuel Macron au ministère de l'Économie, il participe au lancement d'En marche ! et poursuit ses activités de conseil auprès d'Emmanuel Macron durant sa campagne présidentielle de 2017.
Une fois celui-ci élu président de la République, il devient son conseiller spécial au palais de l'Élysée. Après avoir été impliqué dans l'affaire Benalla, il démissionne en mars 2019.

## Biographie

### Famille et formation
Né le 9 mars 1987 à Grenoble,, Ismaël Emelien est le fils d'une infirmière et d'un ingénieur, Jean-Pascal Emelien,, cofondateur d'une société de vente et d'installation de panneaux solaires,. Issu d'une fratrie de quatre frères et sœurs, il vit à Grenoble avant d'entamer ses études à Paris. Il a été scout.
Il est diplômé de Sciences Po en 2010,.
Marié, il a eu Stanislas Guerini comme témoin de mariage et ce dernier a eu Ismaël Emelien dans le même rôle.

### Débuts auprès de Dominique Strauss-Kahn en 2006
Encore étudiant à l'Institut d'études politiques de Paris, il rejoint avec Cédric O, Benjamin Griveaux, Stanislas Guerini, ou encore Sibeth Ndiaye, l'équipe de Dominique Strauss-Kahn, alors son professeur d'économie, pour sa campagne de la primaire présidentielle socialiste de 2006. Occupant d'abord un rôle restreint, il aide finalement Gilles Finchelstein à rédiger les discours,,. Il prend sa carte au Parti socialiste afin de pouvoir voter pour le candidat, non pour militer.
En 2007, il passe son année d'étude au Caire où il apprend l'arabe. Il se rend en Syrie pour installer avec Stanislas Guérini une succursale de l'entreprise de panneaux solaires que son père a fondée.

### Passage à la Fondation Jean-Jaurès
Peu de temps après, il rejoint la Fondation Jean-Jaurès où il travaille pour Gilles Finchelstein, directeur général du think tank, et coordonne l'ouvrage collectif Repenser l'action publique avec Julia Cagé.

### Carrière chez Havas
Recruté par Gilles Finchelstein, directeur des études d'Euro RSCG (devenu entre-temps Havas Worldwide) en parallèle de ses fonctions à la Fondation Jean-Jaurès. Il contribue à préparer la candidature de Dominique Strauss-Kahn à la primaire socialiste de 2011 avant qu'elle n'avorte avec l'affaire du Sofitel.
Il décroche une mission de conseil auprès de Pierre Moscovici lorsque celui-ci est ministre de l'Économie. En 2013, il fait partie de l'équipe de Havas chargée de la communication de Nicolás Maduro, président du Venezuela après la mort d'Hugo Chávez, pendant sa campagne présidentielle,, ce qui soulève a posteriori, malgré son rôle limité à l'époque, un vif débat dans les dernières semaines de la campagne présidentielle française. En 2017, il confie avoir compris pendant la campagne que Maduro n'était pas « un vrai réformiste » comme il le croyait, précisant que « le contrat n'a pas été renouvelé ».
Devenu directeur-conseil de l'agence en 2013, il quitte Havas l'année suivante pour rejoindre le cabinet d'Emmanuel Macron,.
Mediapart indique que « sa compagne, Hélène Ribault, travaillait elle aussi jusqu’en mars dernier [2017] pour Havas où elle était chargée de la filiale organisant des événements de luxe pour les VIP ». Ils sont séparés depuis juin 2017[réf. nécessaire].

### Passage à Bercy auprès d'Emmanuel Macron
Après l'avoir rencontré en septembre 2009 au Forum annuel du progressisme, à Santiago du Chili, il se rapproche à la fin de l'année 2012 d'Emmanuel Macron, alors secrétaire général adjoint de l'Élysée, pour qui il rédige des comptes rendus de dîners. À l'été 2014, il commence à créer une start-up avec Julien Denormandie et Emmanuel Macron jusqu'à ce que ce dernier soit nommé ministre,. Il le rejoint donc en septembre 2014 au ministère français de l'Économie et des Finances, comme conseiller chargé de la stratégie, de la communication et des discours,,. Il met alors en place, à l'occasion notamment des débats sur la loi activité et croissance, une méthode de communication basée sur la « pédagogie en temps réel ». En 2016, il quitte son emploi au ministère de l'Économie et des Finances pour participer au lancement d'En marche !.

### Lancement d'En marche et campagne présidentielle de 2017
Dès l'automne 2015, il travaille en secret avec Julien Denormandie au lancement d'En marche. Il travaille également avec Emmanuel Macron au cours de la campagne présidentielle française de 2017 en tant que « conseiller communication et affaires stratégiques ». Pour ce faire, il s'appuie sur la start-up de stratégie électorale Liegey Muller Pons, et sur la start-up d'analyse linguistique Proxem.

### Conseiller spécial du président de la République

#### Responsabilités
Après l'élection d'Emmanuel Macron en 2017, il devient son conseiller spécial au palais de l'Élysée, poste précédemment occupé par Jacques Attali auprès de François Mitterrand ou par Henri Guaino auprès de Nicolas Sarkozy,. Réputé très discret et méfiant envers les journalistes, il est décrit par le quotidien Le Monde comme faisant partie, avec le président de la République et le secrétaire général de l'Elysée Alexis Kohler, des trois hommes qui « dirigent la France ». Le Figaro indique qu'« il travaille pêle-mêle sur la stratégie du président, la communication numérique, la gestion de crise, livrant des « éléments de langage » aux communicants du gouvernement par le biais d'une boucle Telegram. Il relit les interviews ministérielles, y rajoute des mots-clés (le « wording », dans le jargon des communicants) ».
Le Monde souligne qu'il « s’est vu prêter beaucoup de décisions, sans jamais chercher à y imprimer sa marque ». Il invente le slogan « Make Our Planet Great Again », en réaction à la décision du président américain Donald Trump de quitter l'accord de Paris sur le climat, en référence à son propre slogan de campagne « Make America Great Again », ou encore l'expression « premier de cordée ». Il est également à l'origine de la diffusion sur les réseaux sociaux d'une vidéo où Emmanuel Macron parle des aides sociales qui coûtent, selon lui, « un pognon de dingue ».
Selon les journalistes Jérémy Marot et Pauline Théveniaud, Ismaël Emelien est attentif au bon fonctionnement de LREM lorsqu'il est au palais de l'Élysée et que Christophe Castaner est délégué général du parti, « quitte à fonctionner en ligne directe avec son amie Anne Descamps, alors directrice marketing et communication, pour élaborer la stratégie ».

#### Affaire Benalla

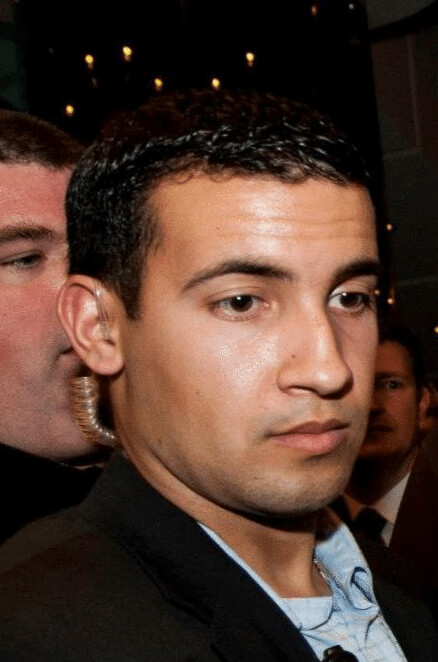
Alexandre Benalla en 2013. Ismaël Emelien est nommé dans l'affaire Benalla.

En juillet 2018, dans le cadre de l'affaire Benalla, il est soupçonné d'avoir été en possession d'images de vidéosurveillance remises illégalement à Alexandre Benalla par trois officiers de police mis en examen : Guillaume Larrivé, corapporteur de la commission d'enquête, indique vouloir l'auditionner. L’examen des relevés téléphoniques d’Alexandre Benalla montre que, dans la nuit du 18 au 19 juillet 2018, alors que Le Monde vient de révéler qu'Alexandre Benalla a frappé un couple le 1er mai à Paris, Ismaël Emelien lui a envoyé des textos jusqu’à 2 h 28, puis à nouveau peu après 5 heures,. Selon les enquêteurs, « l'utilisateur du mobile 06 (…) identifié à Emelien Ismaël semble le plus en capacité d’avoir pu réceptionner durant la nuit le CD remis par [le policier] Jean-Yves Hunault à Alexandre Benalla ». Alexandre Benalla reconnaît avoir remis une copie de la vidéosurveillance de la place de la Contrescarpe à « un conseiller communication » du palais de l'Élysée, avant d’ajouter : « Je crois qu’ils ont essayé de la diffuser et de la fournir à des gens, pour montrer la réalité des faits ». Dans des enregistrements publiés par Mediapart, Alexandre Benalla affirme être soutenu par « le président, Madame [Brigitte Macron], Ismaël qui me conseille sur les médias et compagnie », ce que l’Élysée dément.
Ismaël Emelien annonce sa démission le 11 février 2019 au Point, effective fin mars ou début avril de la même année. Il dit vouloir se concentrer sur la promotion d'un ouvrage qu'il écrit avec David Amiel, également conseiller de l'Elysée. Mediapart affirme que l'affaire Benalla cache « les véritables raisons de son départ » et souligne qu'il est l'un des « rare[s] protagoniste[s] de cette affaire à avoir échappé aux questions des parlementaires ».
En mars 2019, Le Monde révèle qu'Ismaël Emelien a été interrogé le 16 janvier, « en toute discrétion », par un commissaire de l’inspection générale de la police nationale (IGPN). Il aurait ajouté des images d'une autre scène de violence dans une vidéo récupérée illégalement auprès de la préfecture de police pour tenter de disculper Alexandre Benalla. Selon les procès-verbaux consultés par Le Monde, il aurait reconnu avoir aidé Alexandre Benalla à organiser un contre-feu médiatique en faisant diffuser, quelques heures après les révélations du Monde, des images montrant en porte-à-faux le jeune couple interpellé place de la Contrescarpe. Il dément avoir cherché à « assurer la défense personnelle de M. Benalla, mais celle de l’Élysée et du président de la République, qui étaient pris à partie dans cette crise ». Il aurait également affirmé qu’il ignorait que les images censées ainsi « excuser » l’attitude d’Alexandre Benalla, le 1er mai, provenaient d’une vidéosurveillance policière. Le Monde révèle ensuite que parmi les images diffusées à l'initiative d'Ismaël Emelien, figure une scène faussement accusatoire, n'ayant pas eu lieu au même moment ni au même endroit.
La porte-parole du gouvernement, Sibeth Ndiaye, est également impliquée dans la diffusion massive de ces fausses informations visant à disculper Alexandre Benalla.
Après son départ de l'Élysée, Ismaël Emelien affirme qu'il ne communique plus avec Alexandre Benalla.

### Depuis le départ de l'Élysée

#### Publication d'un essai
Durant le printemps 2019, il défend dans les médias, avec son co-auteur David Amiel, le livre Le progrès ne tombe pas du ciel (Fayard) pour lequel il a officiellement quitté le palais de l'Élysée. Les deux hommes présentent Pour l'égalité réelle, un essai publié en 2004 par Dominique Strauss-Kahn, comme une source d'inspiration. Alors qu'il est présenté comme un « manifeste » du progressisme et que les deux auteurs souhaitent « qu'il soit encore lisible dans de nombreuses années » et « publié à l'étranger », Le Monde relève que l'ouvrage « a été fraîchement reçu, tant par le monde politique — qui l'a jugé décevant et hors-sol — que par le public »,. Selon l'institut GFK, 8 409 exemplaires ont été vendus, bien en deçà des attentes des auteurs. Saïd Mahrane du Point se dit « dubitatif » à la lecture du livre, n'y voyant « rien de transgressif ou d'inédit ». Dans Mediapart, Fabien Escalona considère que l'objectif de « clarification » poursuivi par les auteurs est « raté ».

#### Activités entrepreneuriales et de conseil
En juin 2019, il crée une société au capital de 5 000 euros baptisée Unusual (« inhabituel » en anglais), dont il est le président et l’unique actionnaire. Celle-ci a pour objet social une « activité de formation, de conseil et d’assistance » dans de nombreux domaines. Ismaël Emelien indique qu'elle a vocation à « aider les entreprises à éviter qu'elles ne deviennent les Kodak ou les Nokia de demain »,. Via cette société, il conseille Veolia dans son opération de rachat de Suez, ce qui éveille les soupçons d'une intervention de l'Élysée dans l'opération.
En janvier 2021, il crée une société d'investissement baptisée Caled, avec pour objet social la prise de participations dans des entreprises et pour objectif d'investir des sommes modestes dans des start-ups et projets entrepreneuriaux,.
Il est recruté en octobre 2019 par le géant du luxe LVMH en tant que conseiller en matière d’environnement.
En janvier 2022, avec l'aide de Christian Dargnat — meneur de la levée de fonds d'Emmanuel Macron pour ses campagnes présidentielles —, il lève 20 millions d’euros pour lancer une start-up baptisée Zoī, cofondée avec Paul Dupuy et spécialisée dans la « médecine préventive ». Elle compte parmi ses investisseurs Jean-Claude Marian (fondateur d'Orpea), Stéphane Bancel, Xavier Niel, Alain Ducasse, Rodolphe Saadé, Jean-Marie Messier, ou encore Emmanuel Goldstein, manager de la Banque Morgan Stanley en France.

#### Activité dans la sphère politique
Il entraîne Stanislas Guerini, délégué général de LREM, avant ses discours et débats télévisés et le conseille sur l'organisation du campus du parti à la rentrée 2019 à Bordeaux. Il apporte également son soutien à Benjamin Griveaux dans sa campagne pour les élections municipales de 2020 à Paris, rencontre parfois Alexis Kohler, secrétaire général de l'Élysée, et continue de s'entretenir avec Emmanuel Macron dont il souhaite préparer la campagne présidentielle de 2022. Il effectue par ailleurs de nombreux voyages à l'étranger pour donner des conférences et participer à des réunions de think tanks.
Il participe au pilotage du pôle « idées » de la campagne présidentielle d'Emmanuel Macron en 2022.

## Ouvrages
- Avec Julia Cagé, Repenser l'action publique, Paris, Fondation Jean-Jaurès, 2012, 188 p. (ISBN 978-2-36244-044-1)
- Avec David Amiel, Le progrès ne tombe pas du ciel, Paris, Fayard, 2019  (ISBN 978-2-2137-1274-1).